# Fender Jeff Beck Stratocaster
Fender Jeff Beck Stratocaster je umjetnički potpisana električna gitara koju je Fender 1991. godine izgradio za britanskog rock gitaristu Jeff Becka. Ovaj model (čvrstog johinog tijela) u par navrata narednih deset godina bio je nadograđivan, a 2004. godine iz Fender Custom Shopa predstavljena je verzija u nijansama bijele, i zelene završnice.

## Karakteristike
Završna obrada tijela modela Jeff Beck Stratocaster rađena je s poliuretanom, ili s "thin skin" nitroceluloznim lakom. Vrat gitare je "tanji" modernog "C" oblika, ali nešto širi, te pogodniji za pridržavanje E tona na višem registru hvataljke vrata. Most je američki dizajn zaključavanja tremolo ručice u dvije točke (Fenderov Flojd Rose), s ugrađenim "LSR Roller" mehanizmom na kobilici koji služi za zaključavanje mašinica.
Elektroniku ugrađenu u ovaj model čini konfiguracija od tri keramička "Noiseless" elektromagneta s dvostrukom jezgrom, čija kontrola se vrši pomoću petodjelnog preklopnog prekidača. Ostale značajke su troslojna pergament ploča, i kromirana mehanika.
Model gitare proizveden 2001. godine baziran je na temeljima Fender modela Plus Serije iz 1987. godine, koju karakterizira oblik modela iz '50ih godina, s dubokim "U" oblikom vrata gitare (javor), i troslojna bijela ploča na tijelu gitare. Ugrađeni elektromagneti čine konfiguraciju od dvostrukog  "Gold Lace Sensor" modela elektromagneta bliže mostu i dva jednostruka bliže vratu gitare. Ugrađeni TBX pot za kontrolu tona uključuje/isključuje elektromagnete, a funkcionira tako da je podešen na 12 sati "neutralan", dok bi dodavanjem vrijednosti na potu lijevo/desno, mijenjalo boju tona elektromagneta. Ove značajke se odnose na rane Jeff Beck modele iz 1990. godine, a bili su dostupni u raznim nijansama: bijele, zelene, crne i ljubičaste boje.

## Vanjske poveznice
- "Fender Jeff Beck Stratocaster - opisni sadržaj"  Arhivirana inačica izvorne stranice od 12. travnja 2015. (Wayback Machine)